# Tookets
Les Tookets, émis par les Caisses Régionales de Crédit Agricole adhérentes au service Tookets, permettent de créer un lien entre les sociétaires à travers leurs actions de soutien et les associations du territoire. Les clients sociétaires et les salariés ont ainsi le pouvoir d'aider les associations de leurs territoires.
Les Tookets sont générés lors de l’utilisation ou la détention de produits solidaires détenus par les sociétaires de ces Caisses Régionales.

Tookets permet à une Caisse Régionale de soutenir le tissu associatif de son territoire. Elle  donne un droit de vote à ses sociétaires qui peuvent alors choisir les associations à soutenir, dans une liste proposée par la Caisse Régionale.

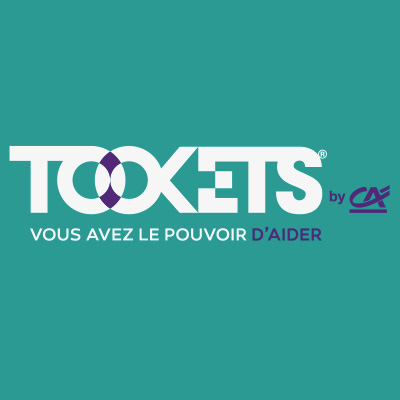

## Historique
Lancé en avril 2011 au sein de la Caisse Régionale de Crédit Agricole Mutuel Pyrénées Gascogne, le service s'est ensuite développé et est désormais porté par une coopérative. La Tookets.Coop (Société Coopérative d'Intérêt Collectif) a été créée le 20 Novembre 2012.
Le siège social de la Coopérative est situé à Serres-Castet.

## Fonctionnement
L'attribution des Tookets à ses clients sociétaires ou salariés se fait en contrepartie d'une action préalablement définie. 
Les bénéficiaires accumulent les Tookets dans leur cagnotte et peuvent ensuite les reverser aux associations partenaires. Les associations peuvent ensuite convertir ces Tookets en € sur la base de la parité suivante : 100 Tookets = 1 €. Le sociétaire ou le salarié Crédit Agricole dispose alors d’un droit de vote(limité dans le temps) pour distribuer les Tookets qu'il a reçu. il peut les distribuer à des associations sélectionnées par sa Caisse Régionale de Crédit Agricole, sous réserve, bien sûr, que sa Caisse Régionale de Crédit Agricole soit adhérente du service Tookets.

## Développement
Au 1er Septembre 2022, 1 532 390 sociétaires ont déjà reçu des Tookets, 4 304 419 513 Tookets ont été générés (soit 4.3 Millions d'€) et 10 388 associations sont inscrites sur le site Tookets et peuvent potentiellement récolter des Tookets.